# کوزو تاکاسه
کوزو تاکاسه (انگلیسی: Kozo Takase؛ زادهٔ ۲۶ دسامبر ۱۹۷۵) اهل ژاپن است. وی از سال ۱۹۹۹ میلادی تاکنون مشغول فعالیت بوده‌است.